# Deir Balyzeh
Deir Balyze (o Deir Balayzah) fou un monestir copte situat al poble d'Al-Balayzah, a uns 8 quilòmetres al sud de Rifeh, prop de la moderna Shutb, que va excavar Flinders Petrie el 1906 i 1907, que el va descriure breument i va publicar una llista seleccionada dels objectes trobats; al Museu Petrie hi ha altres objectes que porten la identificació de Balyzeh, així com en algunes col·leccions privades procedents de la distribució dels fons de Petrie. Al monestir de Deir Balyze es va trobar un manuscrit del segle vi conegut com el Papir de Deir Balyze (o també l'Eucologi de Deir Balyze), que avui es troba a la Biblioteca Bodleiana (Universitat d'Oxford).